# 莱斯利·霍华德 (英国演员)
莱斯利·霍华德（1893年4月3日—1943年6月1日），英国舞台剧演员和电影演员，曾获得奥斯卡奖提名。他最著名的角色为《乱世佳人》中的衛希禮·威尔克斯。他还饰演了根据萧伯纳的话剧《卖花女》改编的同名电影中的希金斯教授 ，以及《化石森林》和《寒夜情挑》中的角色。他凭借电影《Berkeley Square》和《卖花女》两度获得奥斯卡最佳男主角奖提名。
1943年6月1日，霍華德乘坐英國海外航空777號班機從葡萄牙首都里斯本前往英格蘭布里斯托途中，被誤以為是國家領導人邱吉爾的專機，於是飛機於西班牙比斯開灣上空遭德國國防軍開火射擊。結果飛機墜海，霍華德離世，得年50歲。

## 早年生涯
1893年4月3日，霍华德出生在伦敦郊区的上诺伍德。他的父亲是匈牙利犹太人，母亲则是英国人。出生时全名为莱斯利·霍华德·史坦纳（Leslie Howard Steiner）。霍华德幼时在杜尔威治的私人学校就读。他在21岁时成为了银行职员，时值第一次世界大战。1914年9月霍华德自愿参军，在伦敦军官训练部队担任一等兵，1915年2月升任北汉普郡团义勇兵团的初级军官。霍华德本人始终在英国本土训练，从未踏上欧陆战场。1916年5月，因神经衰弱症而被迫退伍。1920年3月，霍华德放弃了原名中的史坦纳。

## 舞台职业
霍华德首次登台是在1916至1917年巡演的Peg O' My Heart。1917年他第一次登上伦敦舞台。1923年至1925年间，霍华德在美国百老汇出演了多部舞台剧。1927年的Her Cardboard Lover使他名声大噪。1929年在出演了Berkeley Square并获得成功之后，霍华德前往好莱坞拍摄电影，但并不喜欢那里的氛围。
在百老汇时，霍华德经常在演员、制片和导演几个角色中变换。他同时也是编剧，例如他出演的Murray Hill就是本人编写的。霍华德非常热衷出演莎剧，但是据称他并不乐于背诵台词。1936年他出演了《罗密欧与朱丽叶》，但是次年的《哈姆雷特》却不尽人意。

## 电影职业
1920年霍华德和好友成立了Minerva电影公司。该公司每拍摄一部电影的耗资是是1000英镑，但投资方只提供200英镑，因此很快就亏损倒闭。霍华德后来又回到了好莱坞发展，经常以严肃的英国绅士形象出镜。1933年霍华德出演了Berkeley Square的电影版。1936年在拍摄The Petrified Forest，他和亨弗莱·鲍嘉结识并成为了长期的挚友。霍华德最为人知晓的角色是1939年电影《乱世佳人》中的衛希禮·威尔克斯。《乱世佳人》是霍华德在美国拍的最后一部电影，之后二战爆发他便回到了英国。在战时霍华德出演了一系列战争主题的电影。
霍华德与诺埃尔·科沃德一起在英国广播公司制作纪录片。他在From the Four Corners中的观点被认为是为英帝国辩护。

## 个人生活
1916年3月霍华德与罗斯·马丁（Ruth Evelyn Martin）成婚。他们有一子一女。其子罗纳德是一名演员，二战时在皇家海军服役。他的女儿罗斯·莱斯利曾在The First of the Few出镜，之后她嫁给了一位加拿大军官。霍华德的胞弟阿瑟亦是一名演员，胞妹爱琳则是戏服设计师和美高梅的星探。
霍华德被认为是花花公子，据传与多位女性有染，其中包括了与他合作过的女演员。1938年，霍华德在拍戏过程中认识了维奥莱特·坎宁顿（Violette Cunnington）并和她陷入了恋情。坎宁顿成为了霍华德的秘书兼情人，并在他拍摄《乱世佳人》的时候和他共赴美国。之后霍华德的妻女前往美国，因而两人的恋情并未持续很久。坎宁顿在1942年死于肺炎。
霍华德家族在萨里郡的祖屋建于16世纪。他的遗嘱中包括了价值62761英镑的地产（约合2019年的300万英镑）。

## 去世
1943年6月1日，霍华德搭乘英国海外航空公司777号航班从里斯本前往布里斯托，飞行过程中客机被德国空军的Ju88战机击中，坠毁在比斯开湾。机上17人无人幸存。有说法认为是德国方面收到的情报表示丘吉尔在机上，也有人认为击毁飞机是因为霍华德是英国间谍。值得注意的是，因为葡萄牙的中立，里斯本到布里斯托的航线在二战初期一直保持畅通。777号班机是一架道格拉斯DC-3型客机，曾在1942年11月和1943年3月躲过德国空军的袭扰。
霍华德的死讯被刊登在《泰晤士报》上。同期出现的讣告中还有著名的肉馅行动中的威廉·马丁上校（英国情报机构虚构的人物）。

## 纪念
2013年，在霍华德出生的上诺伍德的法夸尔街45号，英格兰遗产委员会为他设置了蓝色纪念铭牌。

## 影响
已故香港男星张国荣的英文名Leslie来自于莱斯利·霍华德的名。